# Lijst van parochies in het bisdom Roskilde
Deze pagina bevat een overzicht van parochies van het bisdom Roskilde in Denemarken. Het bisdom telt 323 parochies (hieronder 318).
- Agersø (parochie)
- Ågerup (parochie, Holbæk)
- Ågerup (parochie, Roskilde)
- Allerslev (parochie, Lejre)
- Allerslev (parochie, Vordingborg)
- Alleshave Kirkedistrikt
- Allindemagle (parochie)
- Alslev (parochie, Faxe)
- Alsted (parochie, Sorø)
- Antvorskov (parochie)
- Årby (parochie)
- Asnæs (parochie)
- Aunsø (parochie)
- Aversi (parochie)
- Bakkendrup (parochie)
- Bårse (parochie)
- Bavelse (parochie)
- Beldringe (parochie)
- Benløse (parochie)
- Bjæverskov (parochie)
- Bjergsted (parochie)
- Bjernede (parochie)
- Boeslunde (parochie)
- Bogø (parochie)
- Boholte (parochie)
- Borre (parochie)
- Borup (parochie, Køge)
- Bråby (parochie)
- Bregninge (parochie, Kalundborg)
- Bringstrup (parochie)
- Bromme (parochie)
- Buerup (parochie)
- Butterup (parochie)
- Damsholte (parochie)
- Dåstrup (parochie)
- Drøsselbjerg (parochie)
- Egebjerg (parochie)
- Eggeslevmagle (parochie)
- Ejby (parochie, Køge)
- Elmelunde (parochie)
- Endeslev (parochie)
- Everdrup (parochie)
- Fanefjord (parochie)
- Fårdrup (parochie)
- Farendløse (parochie)
- Fårevejle (parochie)
- Faxe (parochie)
- Fensmark (parochie)
- Finderup (parochie, Kalundborg)
- Fjenneslev (parochie)
- Flakkebjerg (parochie)
- Fodby (parochie)
- Føllenslev (parochie)
- Førslev (parochie)
- Freerslev (parochie)
- Frøslev (parochie, Stevns)
- Frydendal (parochie)
- Fuglebjerg (parochie)
- Fyrendal (parochie)
- Gadstrup (parochie)
- Gerlev (parochie, Slagelse)
- Gershøj (parochie)
- Gevninge (parochie)
- Gierslev (parochie)
- Gimlinge (parochie)
- Gislinge (parochie)
- Glim (parochie)
- Glumsø (parochie)
- Gørlev (parochie)
- Gørslev (parochie)
- Grandløse (parochie)
- Greve (parochie)
- Grevinge (parochie)
- Gudum (parochie, Slagelse)
- Gunderslev (parochie)
- Gundsømagle (parochie)
- Gyrstinge (parochie)
- Hagested (parochie)
- Haldagerlille (parochie)
- Hallenslev (parochie)
- Halskov (parochie)
- Hammer (parochie, Næstved)
- Haraldsted (parochie)
- Hårlev (parochie)
- Hårslev (parochie, Næstved)
- Haslev (parochie)
- Havdrup (parochie)
- Havnelev (parochie)
- Havrebjerg (parochie)
- Hejninge (parochie)
- Hellested (parochie)
- Hemmeshøj (parochie)
- Herfølge (parochie)
- Herlufmagle (parochie)
- Herlufsholm (parochie)
- Herslev (parochie, Lejre)
- Himlingøje (parochie)
- Himmelev (parochie)
- Hjembæk (parochie)
- Højby (parochie, Odsherred)
- Højelse (parochie)
- Højerup (parochie)
- Holme Olstrup (parochie)
- Holmstrup (parochie)
- Holsted (parochie, Næstved)
- Holsteinborg (parochie)
- Holtug (parochie)
- Høm (parochie)
- Hørby (parochie, Holbæk)
- Hørve (parochie)
- Høve (parochie)
- Hvedstrup (parochie)
- Hylleholt (parochie)
- Hyllested (parochie, Slagelse)
- Hyllinge (parochie)
- Jersie (parochie)
- Jorløse (parochie)
- Jungshoved (parochie)
- Jyderup (parochie)
- Jyllinge (parochie)
- Jystrup (parochie)
- Kalvehave (parochie)
- Karise (parochie)
- Karlslunde (parochie)
- Karlslunde Strandsogn
- Karlstrup (parochie)
- Karrebæk (parochie)
- Kastrup (parochie, Vordingborg)
- Keldby (parochie)
- Kildebrønde (parochie)
- Kimmerslev (parochie)
- Kindertofte (parochie)
- Kirke Eskilstrup (parochie)
- Kirke Flinterup (parochie)
- Kirke Helsinge (parochie)
- Kirke Hvalsø (parochie)
- Kirke Hyllinge (parochie)
- Kirke Saaby (parochie)
- Kirke Skensved (parochie)
- Kirke Sonnerup (parochie)
- Kirke Stillinge (parochie)
- Kirkerup (parochie, Roskilde)
- Kirkerup (parochie, Slagelse)
- Kisserup (parochie)
- Køge (parochie)
- Køng (parochie, Vordingborg)
- Kongsted (parochie)
- Kornerup (parochie)
- Krummerup (parochie)
- Kundby (parochie)
- Kværkeby (parochie)
- Kvanløse (parochie)
- Kvislemark (parochie)
- Lellinge (parochie)
- Lidemark (parochie)
- Lille Fuglede (parochie)
- Lille Heddinge (parochie)
- Lumsås Kirkedistrikt
- Lundby (parochie, Vordingborg)
- Lundforlund (parochie)
- Lyderslev (parochie)
- Lyndby (parochie)
- Lynge (parochie, Sorø)
- Magleby (parochie, Slagelse)
- Magleby (parochie, Vordingborg)
- Magleby Stevns (parochie)
- Marvede (parochie)
- Mern (parochie)
- Mogenstrup (parochie)
- Mørkøv (parochie)
- Mosede (parochie)
- Munke Bjergby (parochie)
- Næsby (parochie, Næstved)
- Næstelsø (parochie)
- Niløse (parochie)
- Nordrupøster (parochie)
- Nordrupvester (parochie)
- Nørre Dalby (parochie)
- Nørre Jernløse (parochie)
- Nørrevang (parochie)
- Nykøbing Sj (parochie)
- Nyord (parochie)
- Nyvangs (parochie)
- Odden (parochie)
- Øde Førslev (parochie)
- Ølsemagle (parochie)
- Omø (parochie)
- Orø (parochie)
- Ørslev (parochie, Kalundborg)
- Ørslev (parochie, Ringsted)
- Ørslev (parochie, Slagelse)
- Ørslev (parochie, Vordingborg)
- Ørsted (parochie, Roskilde)
- Osted (parochie)
- Øster Egede (parochie)
- Øster Egesborg (parochie)
- Ottestrup (parochie)
- Pedersborg (parochie)
- Præstø (parochie)
- Raklev (parochie)
- Reerslev (parochie, Kalundborg)
- Reersø Kirkedistrikt
- Ringsted (parochie)
- Rislev (parochie)
- Roholte (parochie)
- Rønnebæk (parochie)
- Rørby (parochie)
- Rorup (parochie)
- Rørvig (parochie)
- Roskilde Domsogn
- Roskilde Søndre (parochie)
- Røsnæs (parochie)
- Ruds Vedby (parochie)
- Rye (parochie)
- Sæby (parochie, Kalundborg)
- Sæby (parochie, Lejre)
- Sædder (parochie)
- Særløse (parochie)
- Særslev (parochie, Kalundborg)
- Sandby (parochie, Næstved)
- Sankt Jørgens (parochie, Næstved)
- Sankt Jørgensbjerg (parochie)
- Sankt Mikkels (parochie)
- Sankt Mortens (parochie, Næstved)
- Sankt Nikolai (parochie, Holbæk)
- Sankt Peders (parochie, Næstved)
- Sankt Peders (parochie, Slagelse)
- Sankt Povls (parochie)
- Sejerø (parochie)
- Sigersted (parochie)
- Skælskør (parochie)
- Skamstrup (parochie)
- Skelby (parochie, Næstved)
- Skellebjerg (parochie)
- Skibinge (parochie)
- Skørpinge (parochie)
- Slaglille (parochie)
- Slots Bjergby (parochie)
- Sludstrup (parochie)
- Smerup (parochie)
- Snesere (parochie)
- Sneslev (parochie)
- Snoldelev (parochie)
- Soderup (parochie)
- Solbjerg (parochie, Kalundborg)
- Solrød (parochie)
- Sønder Asmindrup (parochie)
- Sønder Bjerge (parochie)
- Sønder Dalby (parochie)
- Sønder Jernløse (parochie)
- Søndersted (parochie)
- Sønderup (parochie, Slagelse)
- Sørbymagle (parochie)
- Sorø (parochie)
- Sorterup (parochie)
- Søstrup (parochie)
- Spjellerup (parochie)
- Stege (parochie)
- Stenlille (parochie)
- Stenmagle (parochie)
- Stensby (parochie)
- Stigs Bjergby (parochie)
- Store Fuglede (parochie)
- Store Heddinge (parochie)
- Store Tåstrup (parochie)
- Strøby (parochie)
- Sværdborg (parochie)
- Svallerup (parochie)
- Svinninge (parochie)
- Svinø Kirkedistrikt
- Svogerslev (parochie)
- Tårnborg (parochie)
- Tårnby (parochie, Stevns)
- Teestrup (parochie)
- Terslev (parochie)
- Tersløse (parochie)
- Ting Jellinge (parochie)
- Tjæreby (parochie, Slagelse)
- Toksværd (parochie)
- Tølløse (parochie)
- Tømmerup (parochie)
- Tune (parochie)
- Tureby (parochie)
- Tuse (parochie)
- Tveje Merløse (parochie)
- Tybjerg (parochie)
- Tystrup (parochie)
- Tyvelse (parochie)
- Ubby (parochie)
- Udby (parochie, Holbæk)
- Udby (parochie, Vordingborg)
- Ugerløse (parochie)
- Ulse (parochie)
- Undløse (parochie)
- Værslev (parochie)
- Vallekilde (parochie)
- Vallensved (parochie)
- Valløby (parochie)
- Valsølille (parochie)
- Varpelev (parochie)
- Vejlø (parochie)
- Vemmelev (parochie)
- Vemmetofte (parochie)
- Venslev (parochie)
- Vester Broby (parochie)
- Vester Egede (parochie)
- Vester Egesborg (parochie)
- Vetterslev (parochie)
- Vig (parochie)
- Vigersted (parochie)
- Vindinge (parochie, Roskilde)
- Viskinge (parochie)
- Vollerslev (parochie)
- Vor Frue (parochie, Kalundborg)
- Vor Frue (parochie, Roskilde)
- Vordingborg (parochie)
- Vråby (parochie)
- Vrangstrup (parochie)